# Sanctanus fasciatus
Sanctanus fasciatus är en insektsart som beskrevs av Henry Fairfield Osborn 1900. Sanctanus fasciatus ingår i släktet Sanctanus och familjen dvärgstritar. Inga underarter finns listade i Catalogue of Life.